# Contea di Changshun
La contea di Changshun (长顺县S, Chángshùn XiànP) è una contea della Cina, situata nella provincia del Guizhou e amministrata dalla prefettura autonoma buyei e miao di Qiannan.